# Konjunkturuhr

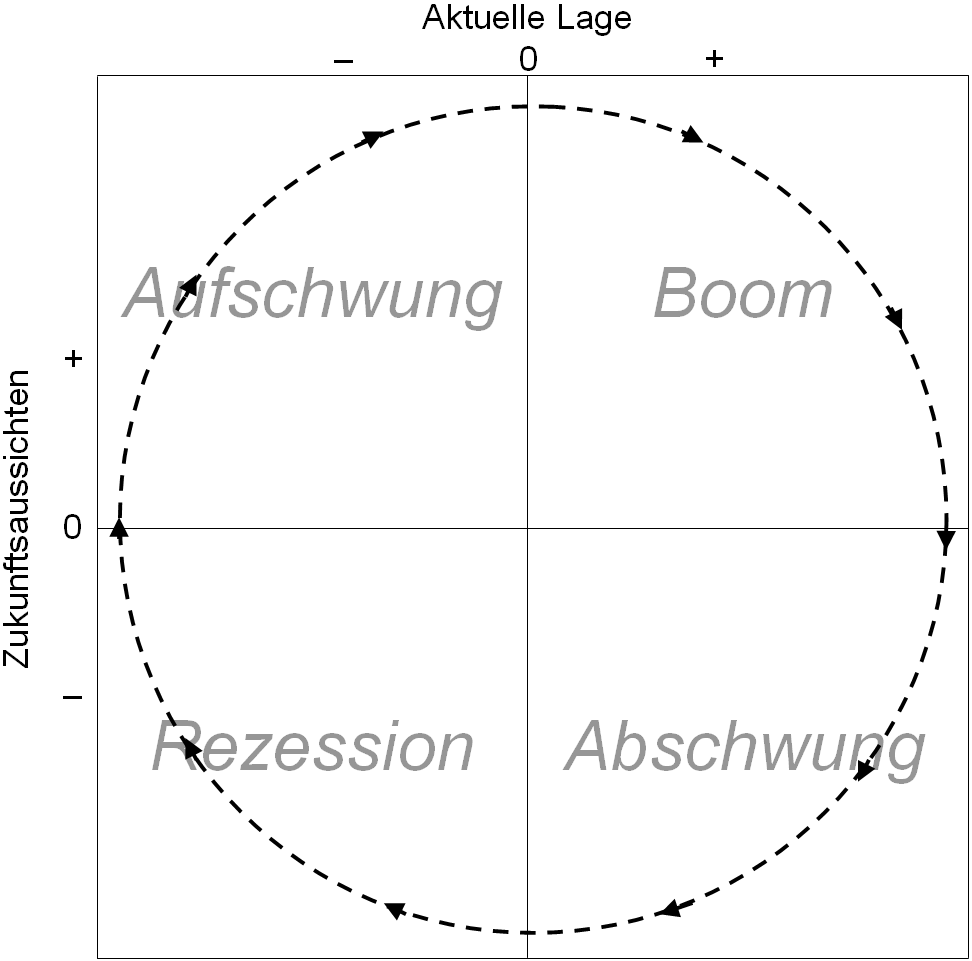
Theoretischer Konjunkturverlauf in der Konjunkturuhr, wie sie z. B. im Rahmen des ifo Geschäftsklimaindex Verwendung findet

Als Konjunkturuhr bezeichnet man eine grafische Darstellung eines Konjunkturzyklus, an der die verschiedenen konjunkturellen Lagen einer Volkswirtschaft abzulesen sind. Sie stellt den Zusammenhang zwischen Lagebeurteilung und Erwartungen in einem Vier-Quadranten-Diagramm dar. Idealtypischerweise bewegt sich eine Volkswirtschaft im Uhrzeigersinn durch die vier Felder.
| Konjunkturphase                                               | Erwartungen | Lageeinschätzung |
| ------------------------------------------------------------- | ----------- | ---------------- |
| Rezession                                                     | negativ     | negativ          |
| Aufschwung                                                    | positiv     | negativ          |
| Boom                                                          | positiv     | positiv          |
| Abschwung                                                     | negativ     | positiv          |
|                                                               |             |                  |
| 1 gemäß der im ifo-Geschäftsklimaindex verwendeten Systematik |             |                  |